# Шнекові машини

Шнек

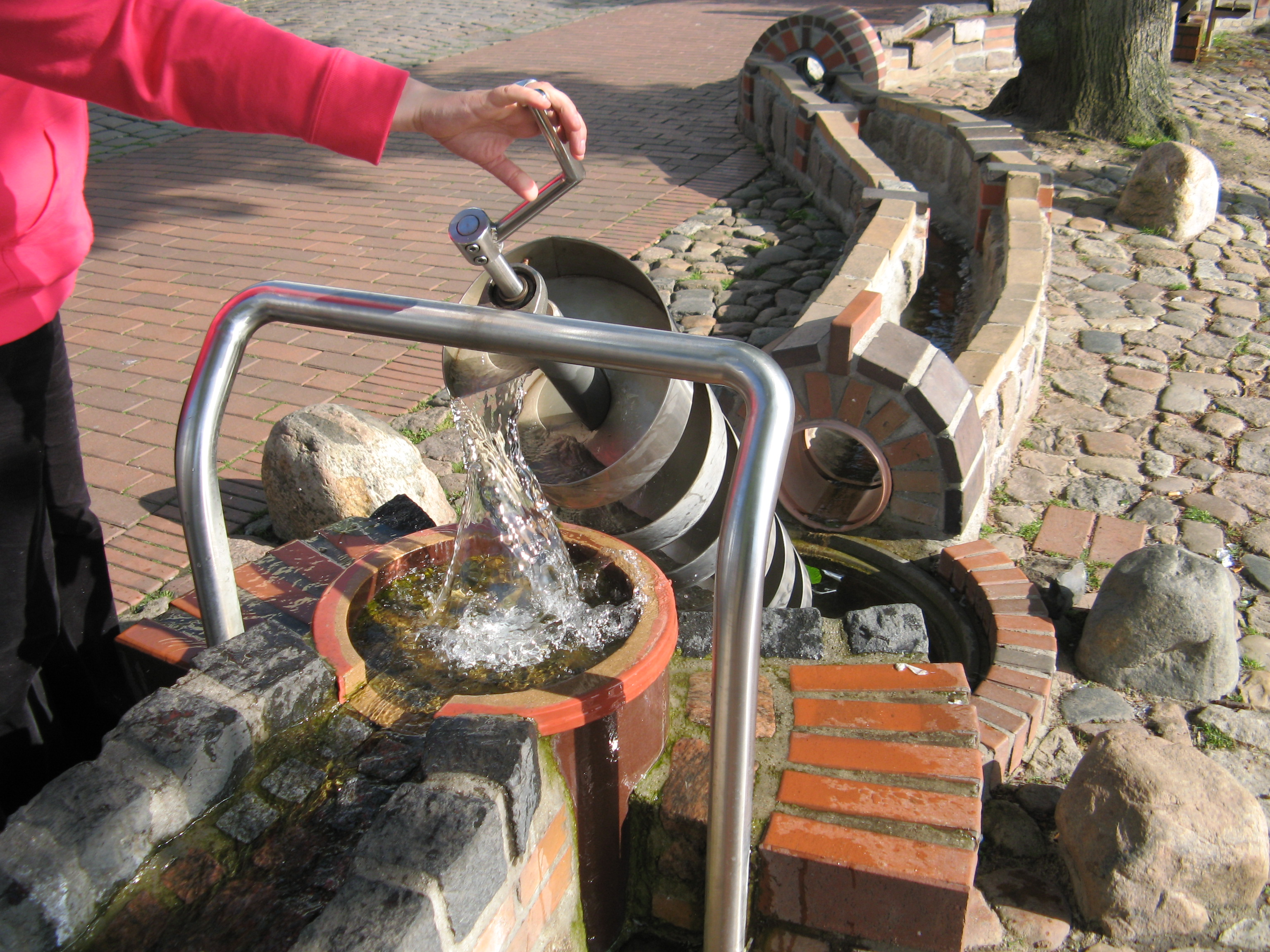
Архімедів гвинт з ручним приводом

Шне́кові маши́ни (механі́зми) — машини (механізми), у яких основним елементом є шнек (гвинт, черв'як), за допомогою якого відбувається переміщення рідких, високов'язких чи твердих речовин.
Шнек є основною робочою деталлю шнекового механізму, що обертається всередині труби або жолоба і має бокову поверхню у формі гвинта, основна задача якого є переміщення вантажу (сировини, матеріалу) вздовж гвинтової поверхні.

## Історична довідка
Транспортувальні (подавальні) шнеки відомі уже багато віків. Наприклад, похило розташовані гвинти Архімеда використовувались в римських системах водопостачання для неперервного подавання води на вищі геодезичні рівні. Для сипких матеріалів транспортувальні шнеки почали використовуватись у гірництві, сільському господарстві, харчовій і хімічні промисловості понад 100 років тому.
Високов'язкі пластичні маси (каучуки, термопластичні полімери тощо) вже з 1866 року екструдують з використанням шнекових машин для накладання кабельної ізоляції, а з 1873 року для виготовлення гумових шлангів. Для транспортування малов'язких рідин були створені двовальні гвинтові насоси з напором до 20 МПа, що знайшли застосування у суднобудуванні і нафтопереробці.
При транспортуванні матеріал, що подається може зазнавати додаткових впливів з метою реалізації процесів суміщення матеріалів, відокремлення середовищ чи взаємодії речовин.
Застосування шнекових машин починаючи від функцій подавання сипких матеріалів і екструзії пластмас, охопило всі технологічні процеси за участі сипких, пластичних та пружнов'язких середовищ такі як: змішування, гомогенізація, відтискування, фільтрування, сушіння, випарювання, а також хімічні реакційні процеси, забезпечуючи їх неперервний характер.
При сучасному рівні розвитку техніки основні області застосування шнекових машин можуть бути об'єднані у шість технологічних груп:
- транспортування (подавання) і дозування;
- екструзія;
- процеси суміщення речовин (матеріалів);
- процеси відокремлення (сепарації) речовин (матеріалів);
- процеси хімічної взаємодії (хімічних перетворень) речовин;
- процеси теплообміну.

## Шнекові машини транспортування (подавання) і дозування

Принцип роботи гвинтового (шнекового) конвеєра

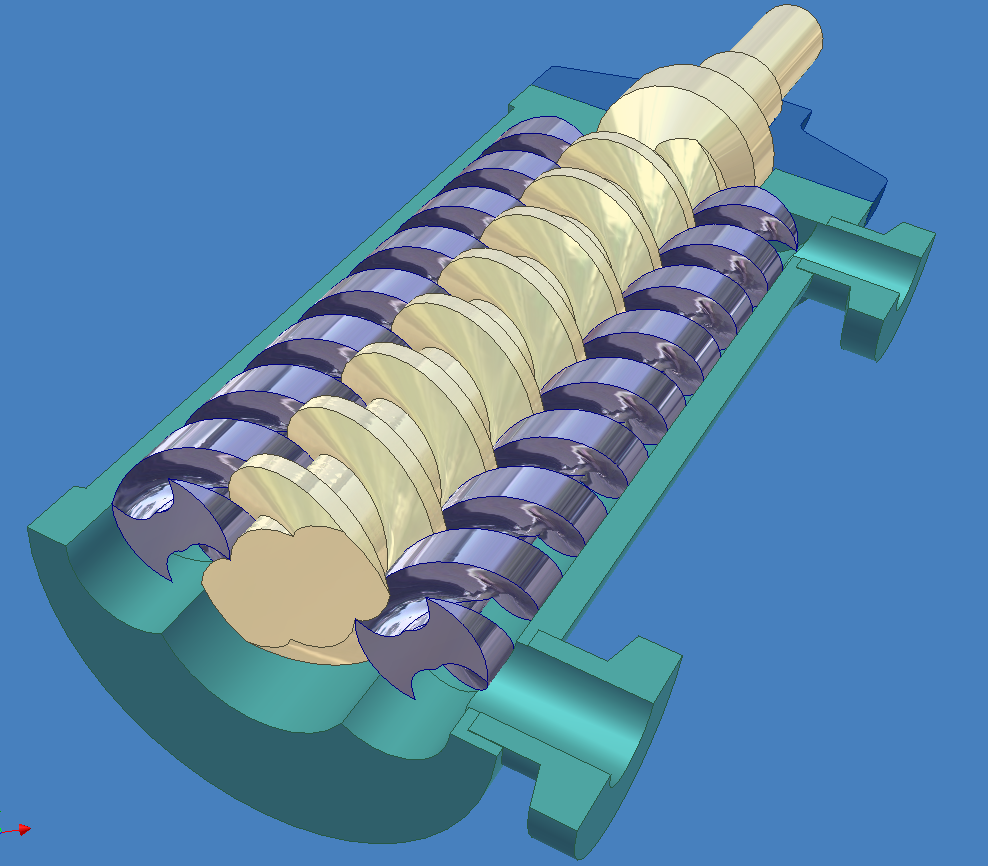
Загальний вигляд тригвинтового насоса (із знятою кришкою)

### Шнекові конвеєри
Використовуються у технологіях, що потребують транспортування та подачі сипких матеріалів продуктивністю до 50 т/год (в окремих випадках до 150 т/год). Діаметр шнека може складати 100…600 мм, частота обертання 10…120 хв−1.
Галузі: гірнича галузь, сільське господарство, виробництво будівельних матеріалів, харчова та хімічна промисловість, виробництво та переробка пластмас.

### Гвинтові насоси
Використовуються для подавання рідин. Характеризуються високим ККД (0,8…0,85) в широкому діапазоні навантажень. Основні параметри: робочий об'єм від 15 до 3500 см3; робочий тиск до 20 МПа; діапазон частот обертання 1000…3500 хв−1.
Галузі: суднобудування, нафтова промисловість, у гірничій промисловості знаходять застосування для відкачування забрудненої води, очищення водозбірників, у технологічних схемах водовугільного палива.

### Гвинтові компресори
Використовуються для подавання (нагнітання) газів. Основні параметри: робочий тиск при «сухому стискуванні» до 1,5 МПа (до 2,0 МПа у маслозаповнених), з продуктивністю до 60 м³/хв (до 45 м³/хв. у масло заповнених)
Галузі: хімічна промисловість, мобільні компресори у будівництві, медичне обладнання, холодильне устаткування.

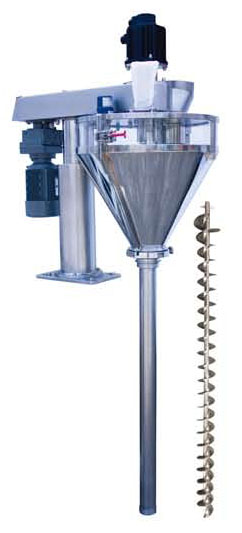
Шнековий дозатор

### Шнекові дозатори
Використовуються для дозування сипких речовин (порошків і гранул) і паст. Діаметр шнека може складати від 6,5 мм до 250 мм, частота обертання шнека 15…250 об/хв, продуктивність до 20 т/год. Зазвичай мають порівняно невисоку точність дозування (±1 %), але останні розробки можуть забезпечувати точність близько 0,5 % при дозах близько 1…10г. Основна перевага: простота конструкції, обслуговування і заміни шнека.
Галузі використання: харчова та хімічна промисловість, виробництво та переробка пластмас.

## Шнекові пластикатори та екструдери

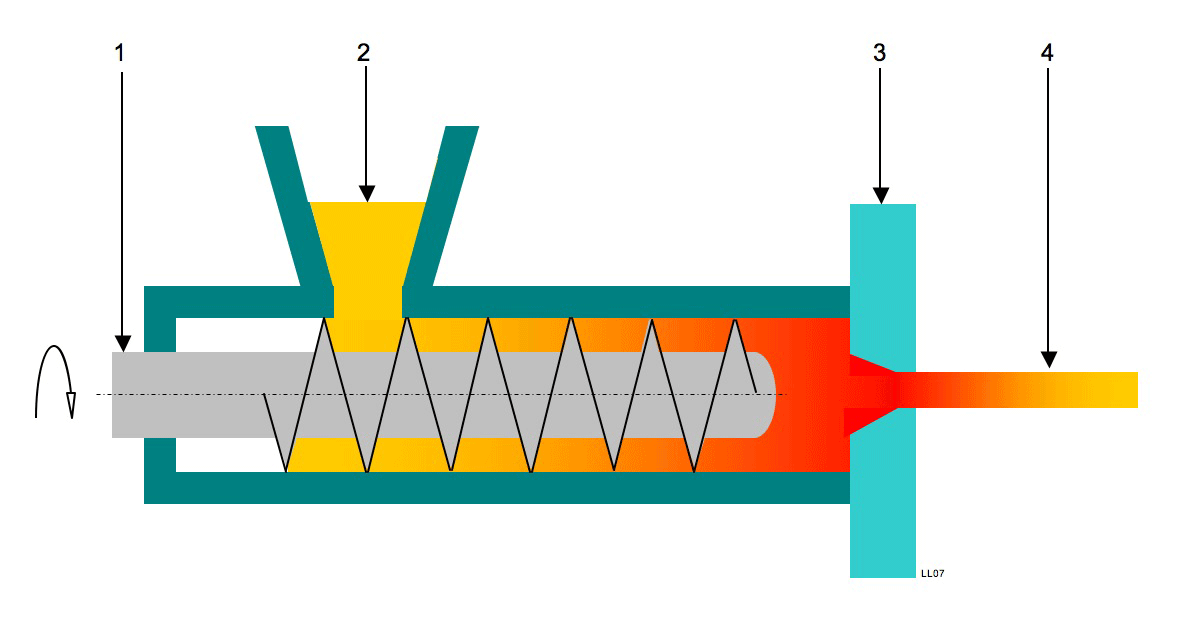
Схема процесу екструзії: 1 — шнек (гвинт, черв'як); 2 — бункер з сировиною; 3 — фільєра; 4 — продукт

Використовуються для екструзії та пластифікації пластичних і пружнов'язких середовищ. Бувають одно-, дво- і навіть чотиришнекових виконань із шнеками, що обертаються в одному чи протилежних напрямках або планетарно розташованими.
Частота обертання шнека для екструзії полімерних матеріалів може бути в межах 10…40 об/хв., відношення довжини до діаметра не більше 30.
Галузі використання: промисловість пластичних мас, промисловість будівельних матеріалів, харчова промисловість.

## Шнекові змішувачі
Використовуються для змішування рідких та змішування з подрібненням сипких, пластичних та пружнов'язких матеріалів, а також для гомогенізації, гелеутворення або розчинення. Робочий об'єм змішувачів може становити від декількох до 50 тис. літрів з потужністю приводу до 300 кВт і довжиною шнека до 16 м.
Галузі використання: гірничорудна галузь, сільське господарство, промисловість обробки каміння, ґрунту та мінералів, харчова і хімічна промисловість, промисловість виробництва та переробки пластмас та синтетичних канчуків.

## Шнекові класифікатори
Використовуються для мокрої класифікації (спіральний класифікатор) чи сепарації (шнековий сепаратор) твердих речовин, відтискання (фільтрування) рідин, сушіння сипких, пластичних і пружнов'язких матеріалів, дегазація летких компонентів з пластичних і пружнов'язких середовищ, концентрування розчинів, проведення процесів, пов'язаних з фазовими переходами у пластичних та тістоподібних системах. Число шнеків від 2-х до 4-х, довжина може досягати 8 м, частота обертання від 15 до 300 об/хв., продуктивність до 50 м³/год.
Галузі використання: гірничорудна, хімічна та харчова промисловість, промисловість виробництва та переробки пластмас.

## Шнекові виконавчі органи гірничих машин
Більшість конструкцій вузькозахватних сучасних очисних комбайнів та деякі конструкції інших гірничих машин мають виконавчі органи у вигляді шнеків з різцями. Шнекова форма виконавчого органу дозволяє забезпечити одночасне із відбійкою навантаження гірничої маси. Діаметр шнеків у очисних комбайнів — від 0,6 до 3,0 м, довжина — від 0,5 до 1,0 м.
Шнекові органи прості конструктивно, мають високий ККД, забезпечують човникову схему роботи і можливість самозарубки, добре пристосовані до відробки границі «вугілля — вмісні породи». Вони є найбільш поширеними виконавчими органами для очисних комбайнів, призначених для виїмки вугільних пластів з кутами падіння 0-35о.

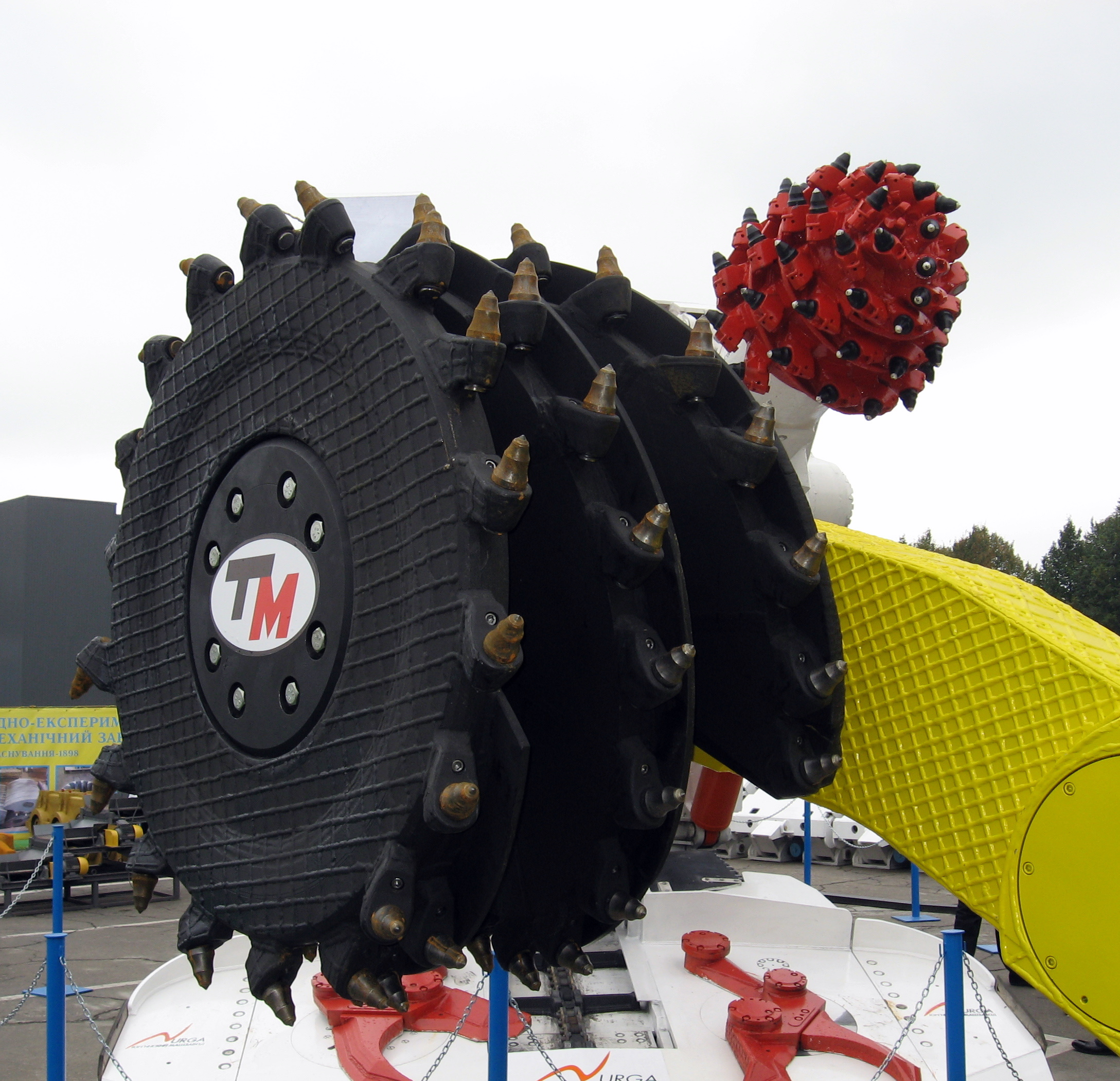
Шнекові виконавчі органи очисного (на передньому плані) та прохідницького комбайну (позаду)
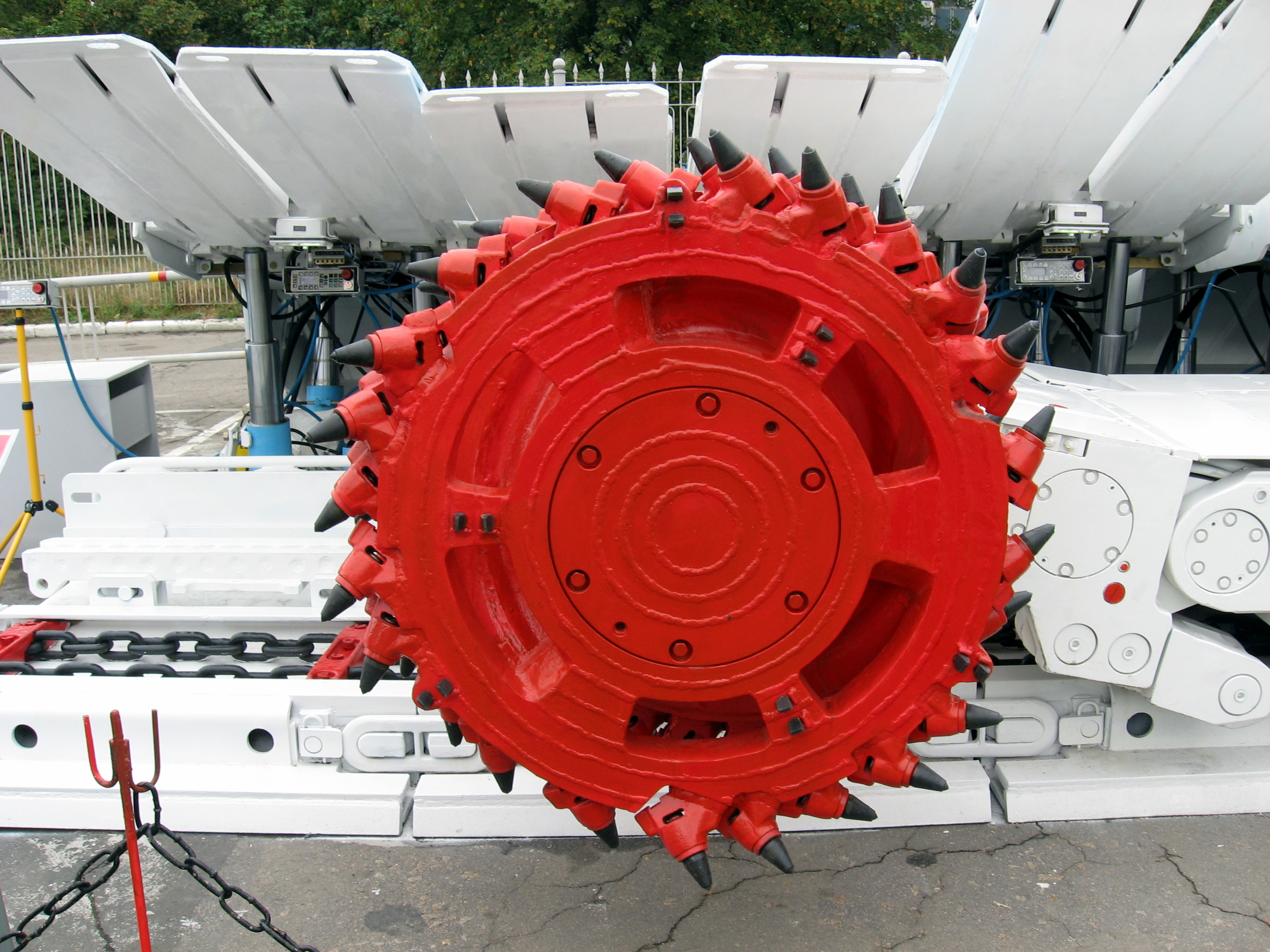
Шнек очисного комбайна
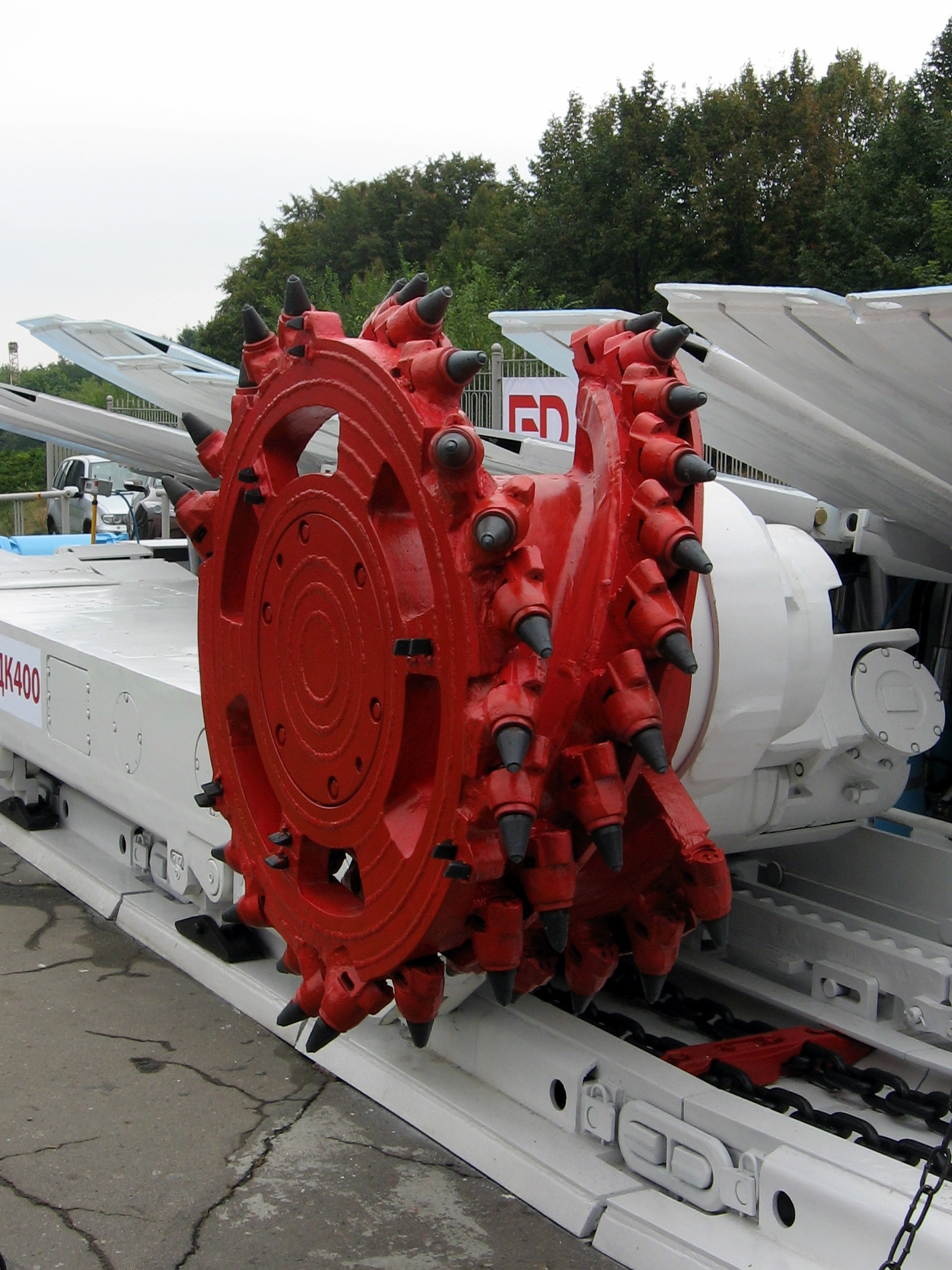
Шнек очисного комбайна

## Шнекові реактори
Використовується для проведення реакцій полімеризації, поліконденсації, поліприєднання, деполімеризації (розкладання, деструкція), легування, змін у молекулах матеріалів, проведення звичайних реакцій в тістоподібних, пластичних і пружнов'язких середовищах. Частота обертання шнека до 300 об/хв, підтримання температури до 400ºС, довжина до 6 м, потужність приводу до 125 кВт, продуктивність до 500 кг/год
Використовується у хімічній промисловості, промисловості пластичних мас і синтетичних каучуків.

## Шнекові теплообмінники
Використовуються для нагрівання і охолодження твердих речовин, рідин, геле- і тістоподібних мас, а також, для розплавлення і кристалізації твердих речовин
Галузі використання: харчова і хімічна промисловість, галузь обробки каміння, землі і мінералів.